# Evil Star
 (décembre 2015).
Evil Star (titre original : Evil Star) est le deuxième tome de la série de littérature fantastique Le Pouvoir des Cinq d'Anthony Horowitz, paru en 2006. Si le premier tome était inspiré du début d'une précédente pentalogie de l'auteur, Les 5 contre les Anciens, parue en 1983, ce deuxième tome est totalement inédit.

## Résumé
Matthew Freeman, après avoir empêché l'ouverture de la première porte à Raven's Gate, pensait qu'il pourrait retrouver une vie tout à fait normale. Nexus a tout organisé pour que Matthew puisse suivre des cours dans une école privée de York et il vit aux côtés de Richard Cole, un journaliste qui l'a accueilli. Mais, après que son ancienne mère adoptive meure en essayant de tuer Matt, tout recommence.
À partir de ce moment, Nexus recontacte Matt. Une seconde porte doit s'ouvrir au Pérou. Tout d'abord, sa mission est de récupérer le journal du Moine Fou dans lequel est écrit tout ce qui va se passer dans le futur et qui explique comment ouvrir la seconde porte et où elle se trouve. Après de nombreuses péripéties, Matt se retrouvera au Pérou et rencontrera Pedro, l'un des Cinq.
Ils découvrent bien vite qui est leur nouvel ennemi : Diego Salamanda, un riche milliardaire très puissant qui contrôle la police Péruvienne grâce à son argent. Mais Matt et Pedro ne seront pas seuls pour affronter cela. Ce ne sera pas de l'aide de Nexus qu'ils auront besoin car un espion en fait sûrement partie, mais de celle des derniers descendants Incas. Le combat des Cinq pour vaincre les Anciens approche et leur ennemi est vraiment puissant.

## Accueil critique
Dans sa critique pour The Guardian, Frank Cottrell Boyce affirme que « le livre est très ambitieux, dépassant de loin la plupart des romans pour adultes. Il aborde les problématiques de la lutte contre la pauvreté et de la mondialisation sans jamais paraître didactique. Mais il est vraiment beaucoup plus sombre que la série Alex Rider ». De même, dans une critique initialement publiée dans le magazine Voice of Youth Advocates (en), Sarah Flowers fait remarquer que « les lecteurs vont dévorer le livre et attendre impatiemment le prochain volume ».